# Modulation
För andra betydelser, se Modulation (olika betydelser).
Modulation avser inom vågrörelseläran en process som får en egenskap hos en våg att variera i takt med en annan, styrande våg. Denna process kan vara avsiktligt utnyttjad eller spontan och oavsiktlig. Vid kommunikation med vågor är modulation en avsiktlig process för att få en bärvåg att variera i takt med en meddelandesignal. Det klassiska exemplet är modulation av radiovågor.

## Kommunikation med vågor
Den våg som ska varieras kallas för bärare eller bärvåg (eng. carrier), medan den styrande vågen kallas meddelandesignal. Modulationen åstadkoms i en modulator och resultatet blir en modulerad bärvåg. Mottagaren ska med en demodulator kunna återskapa meddelandesignalen ur den modulerade bärvågen.
Meddelande → Modulering av en bärvåg → Överföring i ett medium → Demodulering av bärvågen → Meddelande
Några exempel på överföringsmedia:
- Fria rymden erbjuder radiokommunikation med elektromagnetiska vågor.
- Luftrummet erbjuder kommunikation med ljudvågor.
- Elektriska ledare erbjuder kommunikation med elektriska spänningsvågor.
- Optiska ledare erbjuder kommunikation med ljusvågor.

Motivet till att låta en bärvåg bära meddelandesignalen är att det möjliggör eller förbättrar överföring i det medium som man vill använda. Människan kan exempelvis inte på egen hand alstra radiovågor, men genom att modulera en radiobärvåg blir detta medium tillgängligt och ger oss förmågan att kommunicera på mycket stora avstånd. Modulation gör det också möjligt att skicka flera meddelandesignaler i samma medium utan att de blandas ihop med varandra. Dessutom är riktningsverkan och dämpning olika vid olika frekvenser. Genom modulation kan överföringen förläggas till det frekvensområde som passar bäst.

## Olika sätt att modulera en bärvåg
En bärvåg har flera olika egenskaper som en meddelandesignal kan variera. En sinusformad bärvåg kan i allmänhet skrivas som:
s(t) = A sin(ωt + Φ)
Här finns tre egenskaper som är möjliga att variera (det vill säga göra tidsberoende):
- A, amplituden, bärvågens signalstyrka: Amplitudmodulering med dubbelt eller enkelt sidband (AM, DSB, SSB), Kvadraturamplitudmodulering (QAM).
- ω, vinkelhastigheten, ett mått på bärvågens frekvens: Frekvensmodulering (FM).
- Φ, bärvågens fasläge: Fasmodulering (PM).

Frekvensmodulering och fasmodulering kallas gemensamt för vinkelmodulering. Likheter och skillnader beskrivs i Fasmodulering – Skillnad mellan frekvensmodulering och fasmodulering.
En extrem variant av amplitudmodulering är att begränsa sig till bara två nivåer – allt eller inget. Modulatorn kan då i princip förenklas till en strömbrytare och resultatet blir bärvågspulser av konstant höjd. Tekniken betecknas ofta CW i radiosammanhang, och den erbjuder enkel modulation när meddelandesignalen föreligger i digital form. Den passar också bra för bärvågsgeneratorer som bara kan leverera pulser eller vars vågegenskaper är svåra att styra.
Bärvågspulser har följande egenskaper som kan varieras kontinuerligt:
- Amplituden, pulsens höjd, vilket kräver mer än en "strömbrytare": Pulsamplitudmodulering (PAM).
- Varaktigheten, pulsens bredd: Pulsbreddmodulering (PWM, PDM).
- Avståndet, antingen tiden mellan två pulser eller pulsens förskjutning i tid jämfört med ett omodulerat pulsflöde: Pulslägesmodulering (PPM).

För alla typer av modulering med pulser, se pulstågsmodulering.
Digital information kan kommuniceras med alla ovan nämnda modulationsprinciper. Men om informationen inte ska försämras på vägen, måste man begränsa meddelandesignalen till ett antal bestämda nivåer som är tillräckligt åtskilda för att störningar inte ska kunna skapa osäkerhet vid mottagningen.
Följande egenskaper hos bärvågen kan skifta mellan förutbestämda lägen:
- Amplitud: Amplitudskiftmodulering (ASK)
- Frekvens: Frekvensskiftmodulering (FSK)
- Fas: Fasskiftmodulering (PSK)

Om bärvågen inte är sinusformad utan har högre komplexitet, uppstår fler egenskaper som kan utnyttjas för modulation. I mänskligt tal är bärvågen (tonen från stämbanden) rik på övertoner. Man producerar olika vokaler genom att förändra munhålans form så att den förstärker eller försvagar skilda delar av tonspektrumet. Det modulerar röstens klangfärg, se formanter. Samtidigt kan man använda amplitudmodulering för betoningar och frekvensmodulering för tonfall.

## Tillämpningar
Inom rundradion används AM ännu på långvåg, mellanvåg och kortvåg, men försökssändningar med digital radio förekommer på kortvåg http://www.drm.org/ . Omkring 1950 infördes FM-sändningar på UKV där det finns utrymme för ett större frekvenssving, vilket ger bättre ljudkvalitet. FM är det dominerande modulationssättet inom rundradio på UKV-bandet och för ljudet på analog TV.
Svartvit TV-bild sänds med amplitudmodulering med stympat sidband på VHF- och UHF-banden. Detta är också fallet med PAL-systemet där färgen tillkommer som en variant på amplitudmodulering kallad QAM. Trots det marksända analoga nätets avveckling kommer TV-mottagare för PAL att finnas kvar i kabeltevenäten och bakom digitala TV-dekodrar under lång tid, tills HDTV blir dominerande.
Vid överföring över teleledningar och andra typer av kabelnät kan meddelandesignaler moduleras på samma sätt som vid radioöverföring, se basband, bredband och digital-tv. Även videobandspelare använder modulation vid överföringen till magnetbandet.

## Andra betydelsenyanser
Ordet modulation har speciella betydelsenyanser inom vissa fackområden. Några av dessa tillämpningar är förmodligen mycket unga.

### Akustik
Inom akustik intresserar man sig för det talade ordets förändring när det passerar genom ett rum och hur rummet därvid påverkar talets uppfattbarhet på de platser där mottagarna finns. I detta sammanhang är modulation inte en process – det spelar ingen roll hur ljudet uppkommer, utan en kvalitet hos ljudet som anger hur väl röstens betydelsebärande variationer är bevarade. Ekon från väggar försämrar modulationen och gör talet svårare att uppfatta. Ibland kallas försämringen för demodulering, vilket är något helt annat än demodulering inom radiotekniken.

### Filosofi och religion
Inom filosofi och religion har ordet börjat användas i betydelsen (allmän, långsam) förändring. Exempel:
- Att förstå det någon säger mig, är "en modulation av min egen existens, en förändring av mitt vara".[1]
- "Målet är en modulation av subjektets i-världen-varo, en modulation av de intentioner som tingen väcker hos kroppen".[2]
- "Reflektion ger en modulering av tankekartorna [...], det vill säga att kunna tolka stoffet och kunna återberätta detta med egna ord".[3]

### Medicin
Inom medicin har ett liknande språkbruk utvecklats. Exempel:
- "Vid utveckling av värk [...] med fibromyalgiliknande symtom talar aktuell smärtforskning för en modulation av nervsystemet genom sensitisering och nedsatt central smärthämning".[4]
- "Ospecifik modulation av immun- och inflammationsreaktioner i juvret hos ko".[5]
- "Metabolisering av ett läkemedel innebär i princip en modulering av det aktiva ämnet från icke-polärt, till en mer polär metabolit".[6]
- "det sker en modulering av immunsystemet under graviditetens olika faser".[7]

### Ekonomi
Även inom ekonomi används ordet modulation i betydelsen förändring som i detta fall ofta är medvetet styrd av politiker eller en företagsledning. Exempel:
- "Modulationsprincipen prestationslön påverkar till och med det nationella utbildningssystemet".[8]
- " Agenda 2000 inkluderar ett antal fördelningspolitiskt motiverade moduleringsprinciper. Alla direkta stöd över 100 000 ECU per mottagare föreslås bli reducerade med 20 procent ".[9]
- "genom en modulering av direktstöden fördes resurser över från den första till den andra pelaren i den gemensamma jordbrukspolitiken ".[10]